# Gâteau-semelle
Le gâteau-semelle (ᠤᠯᠠ
ᠪᠣᠣᠪᠤ / ул боов / ul boov) , également appelé kheviin boov (ᠬᠡᠪ ᠦᠨ
ᠪᠣᠣᠪᠤ хэвийн боов, lit. « gâteau aux motifs »), est une spécialité culinaire mongole, préparée par les Khalkhas convertis au bouddhisme, et consommée à l'occasion du nouvel an mongol appelé le Tsagaan Sar (mois blanc), ainsi que lors de rites funéraires.

## Fabrication
Elle commence deux mois avant le nouvel an, soit de début octobre à mi-novembre, avec la transformation de la graisse de mouton qui est fondue en huile par les femmes, puis conservée au froid de l'hiver dans des jarres. Un mois avant le Tsagaan Sar, les hommes entament de nuit la fabrication collective des gâteaux, en se réunissant dans les yourtes des membres du groupe à tour de rôle, où ils occupent des places et des rôles hiérarchiquement très codifiés. La pâte est constituée d'un mélange de farine, d'eau tiède sucrée et de beurre rance (shar tos). Après plusieurs divisions, les pâtons sont moulés sur un moule ovale et plat comportant des reliefs décoratifs. Les motifs sont produits à l'aide de blocs de bois gravé, ce qui a pour effet de produire les motifs au milieu, mais également de boursoufler les bords du gâteau. Les pâtons sont ensuite frits, neuf par neuf, dans l'huile de mouton chauffée au maximum sur un fourneau transportable.

## Consommation

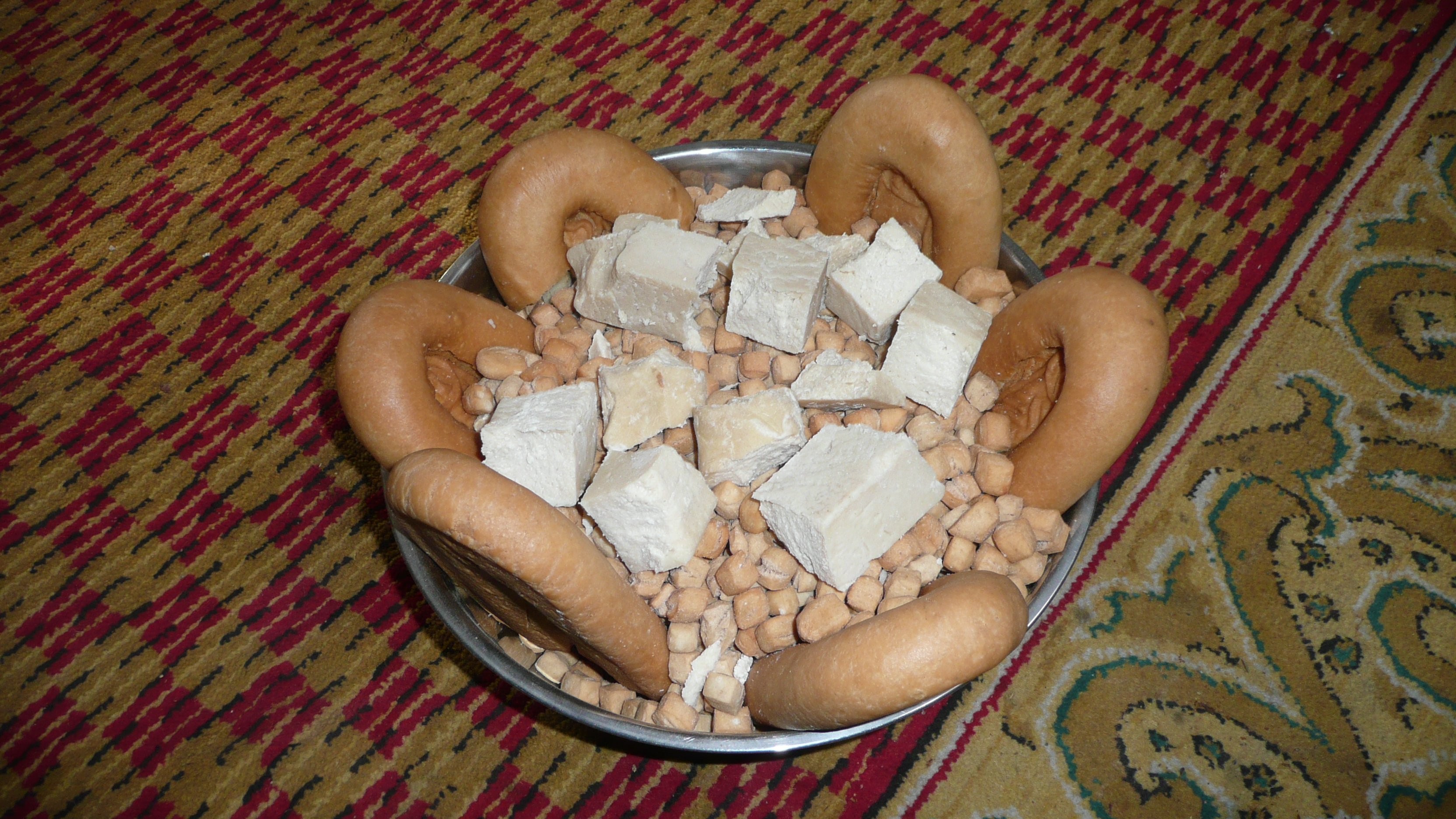
Ul boov plongés dans un plat de boortsog et aaruul.

Un premier gâteau est brisé en miettes et offert sur l'autel des ancêtres. Les participants en consomment un sur place et en emportent chacun un autre dans leur yourte pour le partager avec leur famille.
Lors du nouvel an, les gâteaux sont présentés sur un plat, empilés en pyramide et recouverts de produits laitiers ainsi que de « beurre blanc », une sorte de roux blanc fait à partir de farine grillée et de lait auxquels sont ajoutés du sucre et du fromage émietté. Par-dessus sont ajoutés des bonbons ou des sucettes. Les visiteurs se servent en gâteaux et de produits laitiers dont la couche est regarnie au fur et à mesure des visites et un gâteau accompagné de bonbons leur est remis solennellement lorsqu'ils achèvent leur visite.
Les gâteaux-semelles sont également offerts aux enfants lors de la clôture du deuil, au quarante-neuvième jour, dans le repas dit des « dix mérites blancs » (arvan cagaan bujan).

## Signification
Le nom de ce gâteau correspond à la forme du moule dans lequel il est préparé. En effet, le moule destiné à la préparation du gâteau-semelle est confectionné en forme de semelle pour figurer une empreinte de pas, celle que laisse dans la neige tout visiteur du nouvel an.
Lors de sa consommation, les gâteaux empilés pour former une pyramide représentent les visiteurs attendus. Le gâteau-semelle symbolise donc, par sa forme, la pratique de l’hospitalité.